# Kaivopiha
La Kaivopiha (finnois : cour du puits) ou Ylioppilasaukio (français : place des étudiants) est une cour intérieure et les bâtiments qui l'entourent située dans le quartier de Kluuvi au centre d'Helsinki en Finlande. 

## Présentation

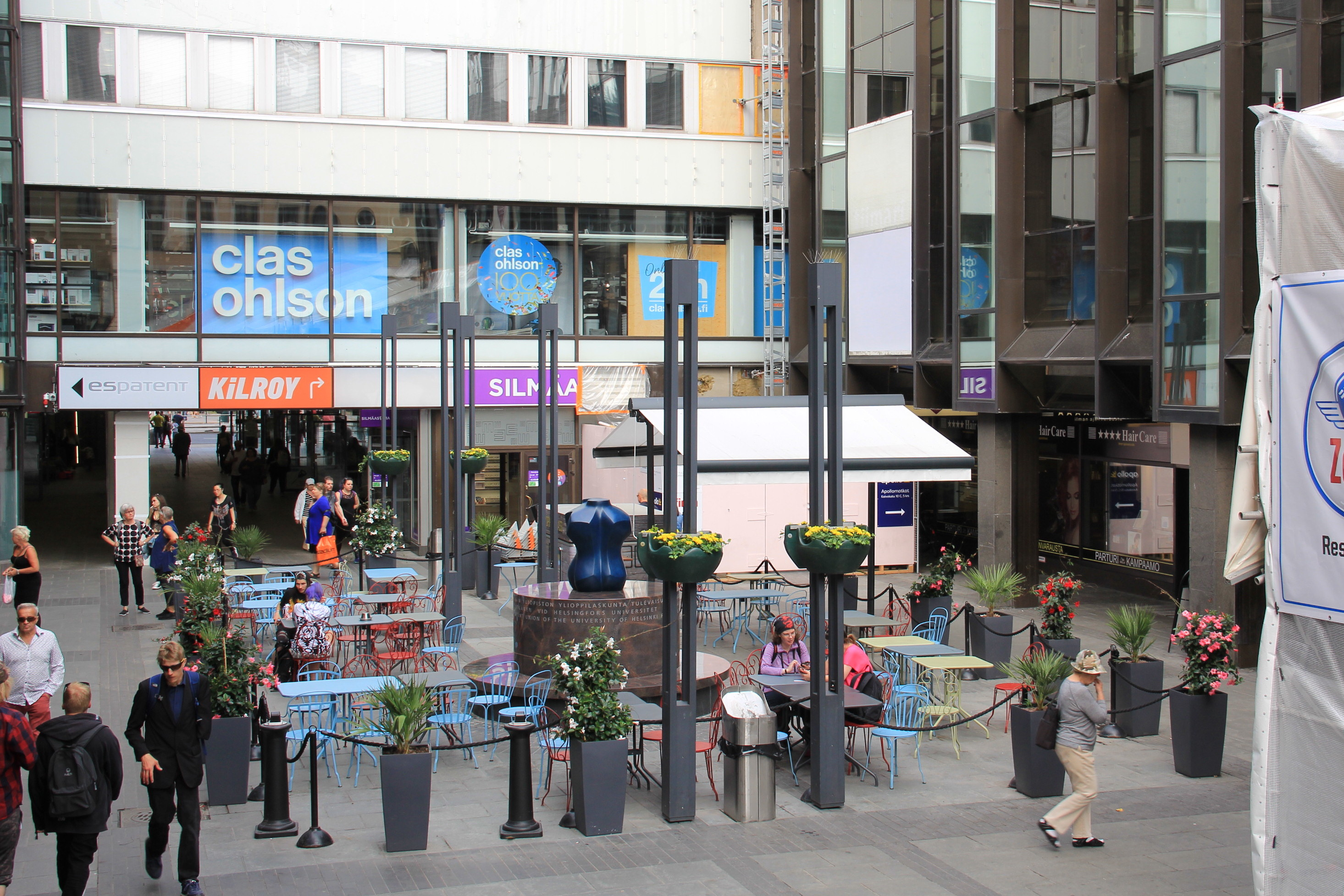
La Kaivopiha avec le bâtiment Citytalo à droite et le Kaivotalo au centre.

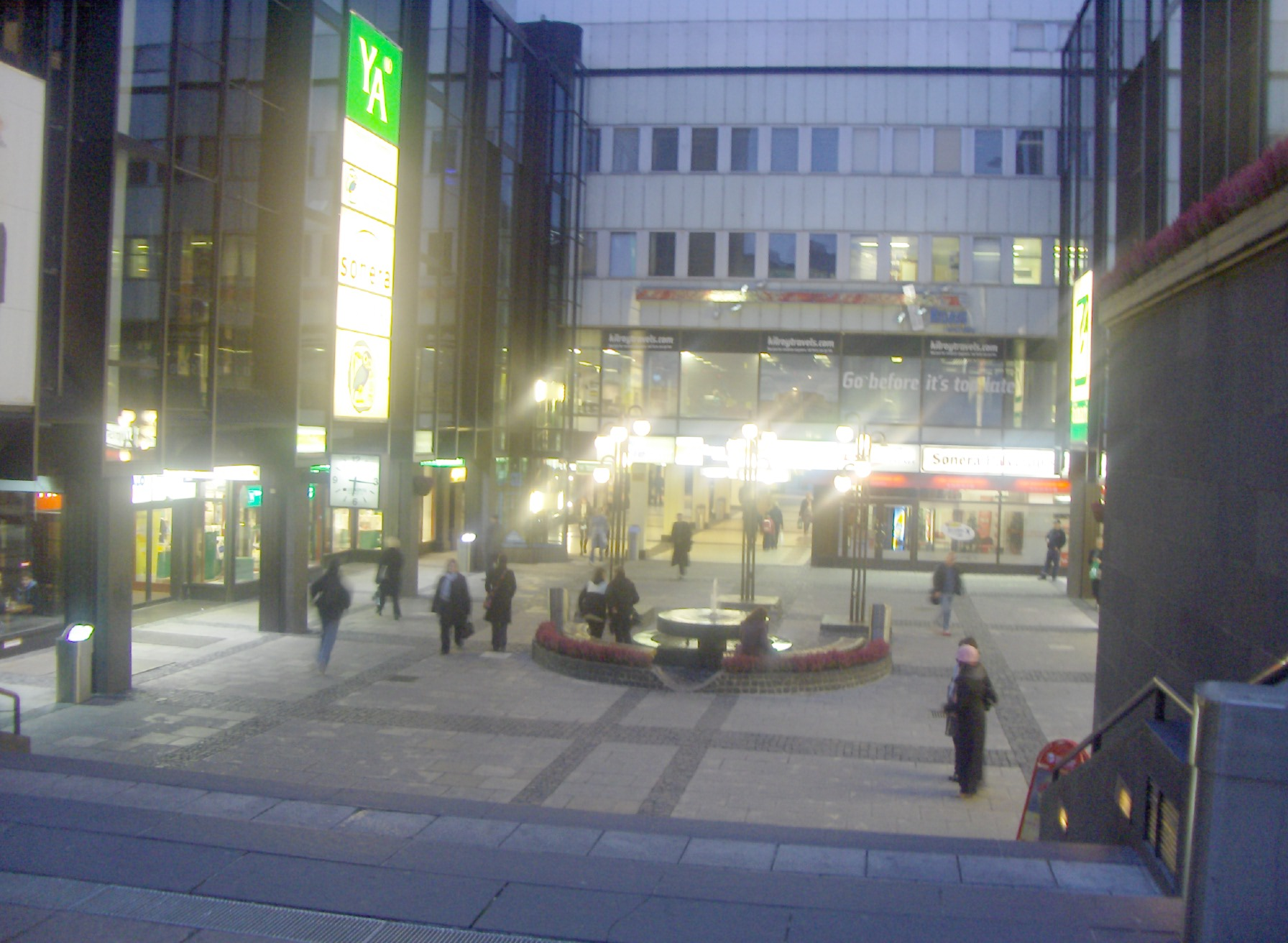
Kaivopiha.

Le centre commercial de la Kaivopiha comprend les bâtiments Kaivotalo, Citytalo, Hansatalo, la nouvelle maison des étudiants et l' ancienne maison des étudiants. 
Tous les bâtiments de la Kaivopiha appartiennent à la société Yvla (fi) de l'union des étudiants de l'université d'Helsinki.